# Prêmio Belfort Duarte
O Prêmio Belfort Duarte é uma condecoração a atletas de futebol concedida pela Confederação Brasileira de Futebol (CBF). Seu patrono é João Evangelista Belfort Duarte, falecido futebolista.

## História
O prêmio foi criado em 16 de agosto de 1945 pelo extinto Conselho Nacional de Desportos e instituído em 1 de janeiro de 1946, destinado a jogadores de futebol, amadores ou profissionais, que tivessem em suas respectivas carreiras ao menos duzentos jogos oficiais sem sofrer expulsões ao longo de no mínimo dez anos. Esses jogadores recebiam um diploma, uma medalha e uma carteirinha que concede entrada gratuita em qualquer estádio de futebol no Brasil.
Depois de alguns anos desativado, o prêmio voltou a ser concedido, pela CBF, a partir de 18 de maio de 1995. A entidade, no entanto, fez uma alteração: somente jogadores aposentados poderiam requerer o prêmio, desde que não tivessem sofrido punição.
O jogador Zuza, já falecido, foi homenageado com uma medalha que até hoje não foi entregue. Ele morreu ressentido com o mundo do futebol. Sua maior tristeza, além da derrota do Brasil na final da Copa de 1950 (para o Uruguai, no Maracanã), é de ter conquistado o "prêmio Belfort Duarte", mas não ter recebido o mesmo.

## Nova edição
Em 2008, o Prêmio Belfort Duarte foi recriado pela Rede Globo, destinando-se ao jogador mais bem disciplinado do Campeonato Brasileiro.
Vencedores:
| Ano  | Jogador    | Clube   | Faltas | CA | CV | Jogos |
| ---- | ---------- | ------- | ------ | -- | -- | ----- |
| 2008 | Ricardinho | Vitória | 7      | 0  | 0  | 25    |
| 2009 | Gilmar     | Náutico | 9      | 1  | 0  | 21    |

## Controvérsias
A medida de agraciar apenas aposentados deu-se para impedir que ocorressem casos como o do lateral Everaldo (campeão do mundo com a Seleção Brasileira em 1970), o qual, três meses depois de receber o prêmio, em 1972, deu um soco em um árbitro e acabou suspenso por um ano.
O zagueiro Moisés Matias de Andrade (1948-2008), que defendeu grandes camisas do futebol brasileiro (como Flamengo, Botafogo, Vasco e Corinthians), afirmou certa vez que "zagueiro que se preza não ganha o Belfort Duarte" (1978).